# レッド・ノーズ・デイ・アクチュアリー
レッド・ノーズ・デイ・アクチュアリー（原題、英: Red Nose Day Actually）は、2017年にイギリスで製作されたロマンティック・コメディ・テレビ短編映画。2003年の映画『ラブ・アクチュアリー』の続編で、チャリティ番組『レッド・ノーズ・デイ2017』の一部として、2017年3月24日にBBC Oneで初放送された。監督兼脚本家のリチャード・カーティスが続投し、オリジナル・キャストの内ヒュー・グラント、リーアム・ニーソン、コリン・ファース、アンドリュー・リンカーン、キウェテル・イジョフォー、キーラ・ナイトレイ、マルティン・マカッチョン、ビル・ナイ、トーマス・ブロディ＝サングスター、ルシア・モニス、オリヴィア・オルソン、マーカス・ブリグストック、ローワン・アトキンソンが自身の役を再演した。
2017年5月25日には、同番組のアメリカ合衆国版がNBCで放送され、ローラ・リニーとパトリック・デンプシーが出演する追加シークエンスが収められたバージョンが放送された。

## あらすじ
以下では初放送された英国版のあらすじを述べる。作品は前作から13年後の2017年3月に設定されている。
ジュリエット（演：キーラ・ナイトレイ）が夫のピーター（演：キウェテル・イジョフォー）とテレビを観ていると、ドアベルが鳴る。ドアを開けるとマーク（演：アンドリュー・リンカーン）がおり、13年前と同じように『きよしこの夜』を流しつつキュー・カードを掲げてメッセージを伝え始め、ジュリエットはレッド・ノーズ・デイの寄付金集めだと嘘をつく。ふたりは互いの近況を確認し、マークが、13年前に冗談で結婚すると息巻いていたケイト・モス（本人役）と結婚していたことが分かる。
レッド・ノーズ・デイの前日、5年ぶりに英国首相に返り咲いたデイヴィッド（演：ヒュー・グラント）は、ダウニング街10番地でラジオを聴きながら踊り、誤って階段から転落する。痛みに悶えるデイヴィッドを、かつて官邸で働いていた妻のナタリー（演：マルティン・マカッチョン）が笑いながら叱る。画面は彼の聴いていたドレイクの『ホットライン・ブリング』を流していたラジオ局に切り替わり、DJのマイキー（演：マーカス・ブリグストック）がゲストのビリー・マック（演：ビル・ナイ）にインタビューしている。ビリー・マックはZZトップの『ギミー・オール・ユア・ラヴィン』のカバー版を出したばかりで、チャリティ番組の宣伝に来たはずが、リリースは発売間近な自伝のためだと語る。語り口が健在なビリー・マックだが、前作後にマネージャーのジョーが心筋梗塞で亡くなっていたことが明かされる。
ルーファス（演：ローワン・アトキンソン）は小売店で働いており、客の購入したレッド・ノーズを包装しようとするが、相変わらず手つきがまどろっこしく、会計を待つ人々が外まで連なって長蛇の列を成している。子どもたちを迎えに行く車中で、ジェイミー（演：コリン・ファース）とオーレリア（演：ルシア・モニス）は出会いの日を思い返している。子どもたちを迎えた後、オーレリアはポルトガル語で4人目の子どもを授かったことを伝える。
テムズ川を望むベンチに座っていたダニエル（演：リーアム・ニーソン）は、息子サム（演：トーマス・ブロディ＝サングスター）の急な帰国を出迎える。26歳になったサムはニューヨークで暮らしており、暫く連絡を寄越さなかった彼のことをダニエルは心配していた。そんな父に、サムはニューヨークで再会したジョアンナ（演：オリヴィア・オルソン）との結婚を申し出る。
レッド・ノーズ・デイ当日、前夜の怪我で腕を吊って現れたデイヴィッドは、記者会見に臨み、世の中には難題も溢れていて、14年前とは状況も異なっていると認める。一方で、困難の中にも必ず素晴らしいことは見つかると述べ、レッド・ノーズ・デイのような行事を通し、人々は愛を実感するのだと話す。
映画の最後にはコミック・リリーフの支援を受けた人々の映像や、撮影前に再会したキャストの様子、そして彼らがレッド・ノーズを付ける様子などが流れる。

### NBC版
イギリスでの放送後、ローラ・リニーとパトリック・デンプシーの登場する追加シーンが撮影され、NBCで同年5月25日に放送された。作品は放送日に合わせ、2017年5月に設定し直されている。
ローラ・リニー演じるサラが残業しながら夫（演：パトリック・デンプシー）と通話するシーンは、ジェイミー・オーレリアのシーンとダニエルたちのシーンの間に挿入されている。
アメリカ版では、ルーファスの務める店が、イギリスの郊外型店舗からミッドタウンの薬局チェーン・ウォルグリーンに変更されている。またその他にも、ウォルグリーンのポスターの有無や放送日を知らせるポスターの違い、レッド・ノーズの金額（1ポンドと1ドル）など、いくつかの違いが存在する。
また、英国版ではオープニングでザ・ビーチ・ボーイズの『神のみぞ知る』が使われていたが、米国版ではクレイグ・アームストロングが作曲した前作のサウンドトラックが使用されている。

## キャスト
以下は登場順。
- キウェテル・イジョフォー - ピーター
- キーラ・ナイトレイ - ジュリエット
- アンドリュー・リンカーン - マーク
- ケイト・モス - 本人役
- ジョー・ワイリー（英語版） - 声の出演（ラジオのDJ）
- ヒュー・グラント - デイヴィッド
- マルティン・マカッチョン - ナタリー
- マーカス・ブリグストック（英語版） - マイキー（ラジオ局のDJ）
- ビル・ナイ - ビリー・マック
- ローワン・アトキンソン - ルーファス
- コリン・ファース - ジェイミー
- ルシア・モニス（英語版） - オーレリア
- ローラ・リニー - サラ（米国版のみ）
- パトリック・デンプシー - サラの夫（米国版のみ）
- リーアム・ニーソン - ダニエル
- トーマス・ブロディ＝サングスター - サム
- オリヴィア・オルソン - ジョアンナ
- ヴィクトリア・ダービーシャー（英語版） - ジャーナリスト
- チャーリー・ステイト（英語版） - リポーター

## 製作
撮影は2017年2月に始まり、製作発表も同時に行われた。多くのキャストが続投したほか、撮影の様子はカーティスの妻であるエマ・フロイドのTwitterアカウントなどで随時公開された。この際 "#rednosedayactually" のハッシュタグが用いられた。
前作出演者の中では、エマ・トンプソン、マーティン・フリーマン、ロドリゴ・サントロ、ハイケ・マカチュなどが出演しなかった。中でもトンプソンは、夫ハリーを演じたアラン・リックマン（2016年死去）の死に触れ、「悲しすぎる」「早過ぎる」として出演を辞退した。トンプソンは、カーティスも「[ハリーとカレンについて]何も脚本が書けない」と述べていたことを明かしている。